# Jean-Paul Gouteux
 (septembre 2021).
Jean-Paul Gouteux (né le 24 août 1948 et mort le 11 juillet 2006) est un entomologiste médical français et chercheur en entomologie médicale à l’Institut de recherche pour le développement (IRD). Avant son décès, il occupait un poste au Laboratoire MAT de l’université de Yaoundé I.
À partir de 1994, il se consacrera à dénoncer l'implication française dans le génocide des Tutsi du Rwanda, dans de multiples ouvrages, dont le principal, La Nuit rwandaise, donne son nom à une revue annuelle publiée depuis en hommage à son travail et à son action militante,.

## Biographie
Durant les années 1970, il est rédacteur de la revue d'extrême gauche conseilliste Pour le pouvoir international des conseils ouvriers, et coopérant au Kivu (ex-Zaïre). Par la suite, il a travaillé et résidé dans plusieurs pays d’Afrique tels le Congo, la Côte d’Ivoire, le Burkina Faso, Centrafrique et le Cameroun.
À partir de 1994, il a écrit dans des journaux engagés à gauche (notamment Initiative républicaine, Charlie Hebdo, Politis), voire à l'extrême-gauche, comme le journal trotskiste Rouge.
Il collabora à de nombreux programmes de recherche médicale dans ces divers pays, et participa depuis 1994 aux initiatives citoyennes pour faire la vérité sur le drame du génocide des Tutsi au Rwanda. C'est ainsi qu'il rejoignit l'association Survie en juillet 1994. Il a milité contre le négationnisme et la banalisation des génocides à travers plusieurs ouvrages et articles. Ses contributions portent principalement sur le génocide perpétré contre les Tutsi au Rwanda, l'implication française dans cet événement et la désinformation qui l'entoure, en particulier, selon Jean-Paul Gouteux, dans Le Monde, avec le directeur duquel il eut plusieurs procès,.
En hommage à son travail, le 7 avril 2007 paraissait le premier numéro d'une revue annuelle baptisée La Nuit rwandaise (en référence au titre éponyme de son principal ouvrage sur l'implication française dans le génocide des Tutsi). Le dernier numéro de cette revue, le numéro 11, numéro double en deux tomes totalisant plus de mille pages, est paru en 2020. Comme pour les dix précédentes parutions, chacune d'environ 500 pages, la revue rassemble des contributions diverses de témoins ou de spécialistes, en des articles souvent longs, très documentés et détaillés, tentant de faire le point sur la connaissance, en s'inspirant du travail comme de la méthode de Jean-Paul Gouteux.

## Publications

### Livres[8]
- Un génocide secret d'État : la France et le Rwanda (1990-1997), Paris, Éditions sociales, 1998
- La foi : une histoire culturelle du mal : en danger de croire, Paris et Montréal (Québec), l'Harmattan, 1998
- « Le Monde », un contre-pouvoir ? : désinformation et manipulation sur le génocide rwandais, Paris, L'Esprit frappeur, 1999
- Un génocide sans importance : la Françafrique au Rwanda, Lyon, Éditions Tahin party, 2001
- La nuit rwandaise : l'implication française dans le dernier génocide du siècle, Paris, L'Esprit frappeur, 2002
- Apologie du blasphème : en danger de croire, Paris, Éditions Syllepse, 2006
  - La seconde édition avec un postface de Marc Jarry & Marc Artzrouni en hommage à Jean-Paul Gouteux : la randonnée d’un biologiste au pays des mathématiques est sorti sous le titre de La religion contre l’humanité : Apologie du blasphème, Éditions Matériologiques, 2011.

### Articles
- « Le vrai bordel c'est le capitalisme » (paru dans Pour le pouvoir international des conseils ouvriers, 1er trimestre 1972)
- « Écologie et idéologie » (paru dans Pour le pouvoir international des conseils ouvriers, 2e trimestre 1973)
- « Lisez l'Humanité à haute voix et vous sentirez mauvais de la bouche ! »  (paru dans Pour le pouvoir international des conseils ouvriers, 3e trimestre 1973, réédition 2e trimestre 1974)
- « Contre l'idéologie révolutionnaire » (paru dans Pour le pouvoir international des conseils ouvriers, 1974)
- « Mémoire et révisionnisme du génocide rwandais en France. Racines politiques, impact médiatique », La nuit rwandaise (revue annuelle), avril 2007 - « Ce texte est la base de la communication faite à Kigali en avril 2004 dans le cadre de la commémoration du Xe anniversaire du génocide des Tutsi (dernière version (revue en juillet 2005) » (extrait de l'introduction).